# Ruder-Weltmeisterschaften 1981
Die Ruder-Weltmeisterschaften 1981 wurden auf der Regattastrecke Oberschleißheim in München, Deutschland unter dem Regelwerk des Weltruderverbandes (FISA) ausgetragen. In 18 Bootsklassen wurden dabei Ruder-Weltmeister ermittelt. Die Finals fanden am 5. und 6. September 1981 statt.
Der Deutsche Peter-Michael Kolbe sorgte im Männer-Einer für Aufsehen, indem er ein Boot mit Rollauslegern einsetzte und souverän Weltmeister werden konnte. Bereits bei den Ruder-Weltmeisterschaften 1982 waren Rollausleger-Einer weit verbreitet, da sie biomechanische Vorteile boten. Der Weltruderverband verbot das Rollausleger-Konzept nach der Saison 1983 aus Gründen der Chancengleichheit.

## Ergebnisse
Hier sind die Medaillengewinner aus den A-Finals aufgelistet. Diese waren mit sechs Booten besetzt, die sich über Vor- und Hoffnungsläufe sowie Halbfinals für das Finale qualifizieren mussten. Die Streckenlänge betrug in allen Läufen der Männer 2000 Meter, in allen Läufen der Frauen 1000 Meter.

### Männer
| Bootsklasse                                  | Gold | Gold    | Silber | Silber  | Bronze | Bronze  |
| -------------------------------------------- | --- | ------- | --- | ------- | --- | ------- |
| Einer (M1x)                                  | BR Deutschland Peter-Michael Kolbe | 7:45,32 | Deutsche Demokratische Republik Rüdiger Reiche | 7:48,90 | Vereinigte Staaten John Biglow | 7:51,55 |
| Leichtgewichts-Einer (LM1x)                  | Vereinigte Staaten Scott Roop | 7:22,90 | Österreich Raimund Haberl | 7:25,30 | Kanada Brian Thorne | 7:27,16 |
| Doppelzweier (M2x)                           | Deutsche Demokratische Republik Klaus Kröppelien Joachim Dreifke | 6:41,99 | Finnland Reima Karppinen Pertti Karppinen | 6:44,06 | Norwegen Rolf Thorsen Alf Hansen | 6:44,61 |
| Leichtgewichts-Doppelzweier (LM2x)           | Italien Francesco Esposito Ruggero Verroca | 6:42,17 | Vereinigte Staaten Paul Fuchs William Belden | 6:44,22 | Dänemark Leif Kruse Bjarne Eltang | 6:48,95 |
| Doppelvierer (M4x)                           | Deutsche Demokratische Republik Peter Kersten Karl-Heinz Bußert Uwe Heppner Martin Winter                                                                                      | 6:11,37 | Sowjetunion Igor Jarkow Sergei Schewtschenko Wladimir Koldyschkin Alexander Sdrawomyslow                                                                              | 6:14,58 | Frankreich Denis Gaté Jean-Raymond Peltier Charles Imbert Marc Boudoux | 6:17,45 |
| Zweier ohne Steuermann (M2-)                 | Sowjetunion Juri Pimenow Nikolai Pimenow | 7:15,06 | Niederlande Willem Jan Atsma Ted Bosman | 7:20,04 | Italien Antonio Baldacci Ezio Pacovich | 7:23,28 |
| Zweier mit Steuermann (M2+)                  | Italien Carmine Abbagnale Giuseppe Abbagnale Giuseppe Di Capua (Stm.) | 7:43,73 | Deutsche Demokratische Republik Karsten Schmeling Jürgen Seyfarth Hendrik Reiher (Stm.)                                                                               | 7:46,22 | Vereinigtes Königreich Thomas Cadoux-Hudson Richard Budgett Adrian Ellison (Stm.) | 7:47,03 |
| Vierer ohne Steuermann (M4-)                 | Sowjetunion Alexei Kamkin Waleri Dolinin Alexander Kulagin Witali Jelissejew                                                                                                   | 6:35,85 | Schweiz Bruno Saile Jürg Weitnauer Hans-Konrad Trümpler Stefan Netzle                                                                                                 | 6:41,47 | Deutsche Demokratische Republik Klaus Büttner Hans-Peter Koppe Jens Doberschütz Uwe Gasch | 6:43,07 |
| Leichtgewichts-Vierer ohne Steuermann (LM4-) | Australien Graham Gardiner Charles Bartlett Clyde Hefer Simon Gillett | 6:22,32 | Niederlande Peter van Berkel Richard Helsloot Willem Appeldoorn Paul Paulsen                                                                                          | 6:24,04 | Kanada Rob Gibson Timothy Turner James Relle Patrick Turner | 6:26,60 |
| Vierer mit Steuermann (M4+)                  | Deutsche Demokratische Republik Dietmar Schiller Jörg Friedrich Bernd Niesecke Harald Jährling Klaus-Dieter Ludwig (Stm.)                                                      | 6:36,88 | Vereinigte Staaten Andrew Sudduth Thomas Woodman John Everett Fred Borchelt Robert Jaugstetter (Stm.)                                                                 | 6:39,68 | Sowjetunion Wiktor Omeljanowytsch Dimants Krišjānis Dzintars Krišjānis Žoržs Tikmers Juris Bērziņš (Stm.) | 6:40,52 |
| Achter (M8+)                                 | Sowjetunion Zigmantas Gudauskas Nikolai Solomachin Wladimir Krylow Wiktor Diduk Stasis Narushaitis Jonas Narmontas Jonas Pinskus Igor Maistrenko Wladimir Nischegorodow (Stm.) | 6:02,30 | Vereinigtes Königreich Mark Andrews Christopher Mahoney Colin Seymour John Bland Andrew Justice John Pritchard Malcolm McGowan Richard Stanhope Colin Moynihan (Stm.) | 6:04,31 | Vereinigte Staaten Daniel Lyons John Zevenbergen Thomas Kiefer James McDougall John Phinney David Clark Charles Clapp Matthew Labine Seth Bauer (Stm.)                                                                     | 6:06,13 |
| Leichtgewichts-Achter (LM8+)                 | Dänemark Torben Knudsen Jan Jensen Ivar Molgaard Arne Højlund Søren Hansson Søren Eriksen Mikael Espersen Bent Fransson Peter Klug-Andersen (Stm.)                             | 5:58,41 | Italien Franco Pantano Mauro Torta Romano Uberti Lauro Zettin Renzo Borsini Lanfranco Borsini Claudio Castiglioni Leonardo Salani Davide Lanza (Stm.)                 | 5:59,05 | Spanien Fernando Climent Huerta Luis Arteaga Leon Carlos Sáez Bernardos José Antonio Expósito Sánchez Francisco Goicoechea García Guillermo Müller Gascón Alberto Molina Castillo José Marti Miranda Fernando Macho (Stm.) | 6:01,03 |

### Frauen
| Bootsklasse                        | Gold | Gold    | Silber | Silber  | Bronze | Bronze  |
| ---------------------------------- | --- | ------- | --- | ------- | --- | ------- |
| Einer (W1x)                        | Rumänien Sanda Toma | 3:54,46 | Vereinigtes Königreich Beryl Mitchell | 3:55,58 | Sowjetunion Irina Fetissowa | 3:56,99 |
| Doppelzweier (W2x)                 | Sowjetunion Margerita Kokarewitsch Antonina Machina | 3:40,65 | Deutsche Demokratische Republik Kerstin Kirst Jutta Hampe-Behrendt | 3:30,11 | Bulgarien Iskra Welinowa Anka Bakowa | 3:30,21 |
| Doppelvierer mit Steuerfrau (W4x+) | Sowjetunion Tatjana Danilowa Olga Kaspina Jelena Chlopzewa Larissa Popowa Maria Semskowa-Korotkowa (Stf.)                                                        | 3:19,83 | Deutsche Demokratische Republik Heidi Westphal Birka Brandt-Fengler Cornelia Linse Jutta Ploch Jenny Gerber (Stf.)                                                                | 3:21,65 | Rumänien Aneta Mihaly Valeria Răcilă Sofia Corban Olga Homeghi Ecaterina Oancia (Stf.)                                                                 | 3:22,89 |
| Zweier ohne Steuerfrau (W2-)       | Deutsche Demokratische Republik Iris Rudolph Sigrid Anders | 3:45,50 | Kanada Elizabeth Craig Tricia Smith | 3:45,77 | Rumänien Rodica Arba Elena Horvat | 3:50,45 |
| Vierer mit Steuerfrau (W4+)        | Sowjetunion Olha Pywowarowa Marina Studnewa Swetlana Semjonowa Raissa Doligaida Nina Tscheremissina (Stf.)                                                       | 3:18,75 | Deutsche Demokratische Republik Viola Kestler Silvia Fröhlich Marita Sandig Romy Saalfeld Kirsten Wenzel (Stf.)                                                                   | 3:23,95 | Vereinigte Staaten Susan Tuttle Hope Barnes Shyril O’Steen Harriet Metcalf Nanette Bernadou (Stf.)                                                     | 3:27,35 |
| Achter (W8+)                       | Sowjetunion Regina Baltutite Irina Teterina Olena Teroschyna Natalija Jazenko Jelena Makuschkina Tatjana Schwezowa Nina Umanez Marija Pasjun Nina Frolowa (Stf.) | 3:07,58 | Vereinigte Staaten Carol Bower Carol Brown Jeanne Flanagan Patricia Spratlen Kristine Norelius Carolyn Graves Elizabeth Hills-O’Leary Elizabeth Miles Valerie McClain-Ward (Stf.) | 3:10,32 | Rumänien Rodica Frîntu Florica Bucur Luminata Furcila Maricica Țăran Cristina Onofrei Maria Naghiu Mariana Zaharia Elena Bondar Elena Dobrițoiu (Stf.) | 3:14,05 |

## Medaillenspiegel
| Platz | Land                            | Gold | Silber | Bronze | Gesamt |
| ----- | ------------------------------- | ---- | ------ | ------ | ------ |
| 1     | Sowjetunion                     | 7    | 1      | 2      | 10     |
| 2     | Deutsche Demokratische Republik | 4    | 5      | 1      | 10     |
| 3     | Italien                         | 2    | 1      | 1      | 4      |
| 4     | Vereinigte Staaten              | 1    | 3      | 3      | 7      |
| 5     | Rumänien                        | 1    |        | 3      | 4      |
| 6     | Dänemark                        | 1    |        | 1      | 2      |
| 7     | Australien                      | 1    |        |        | 1      |
| 7     | BR Deutschland                  | 1    |        |        | 1      |
| 9     | Vereinigtes Königreich          |      | 2      | 1      | 3      |
| 10    | Niederlande                     |      | 2      |        | 2      |
| 11    | Kanada                          |      | 1      | 2      | 3      |
| 12    | Österreich                      |      | 1      |        | 1      |
| 12    | Finnland                        |      | 1      |        | 1      |
| 12    | Schweiz                         |      | 1      |        | 1      |
| 15    | Bulgarien                       |      |        | 1      | 1      |
| 15    | Spanien                         |      |        | 1      | 1      |
| 15    | Frankreich                      |      |        | 1      | 1      |
| 15    | Norwegen                        |      |        | 1      | 1      |
| Summe | Summe                           | 18   | 18     | 18     | 54     |